# Elizabeth Carter
Elizabeth Carter (Deal, 16 december 1717 – Londen, 19 februari 1806) was een Britse classicus, schrijver, vertaler en polyglot. Carter was een van de leden van de Blue Stockings Society. Ze was een van de negen eigentijdse kunstenaars die door Richard Samuel werd vereeuwigd op zijn schilderij The nine living muses of Great Britain. 
Geboren in een gezin waar zowel de jongens als de meisjes een opleiding genoten, bleek Carter zeer intellectueel; ze blonk uit in oude en moderne talen, astronomie, wiskunde en geschiedenis. Haar eerste gedicht werd gepubliceerd in een tijdschrift toen zij slechts zeventien jaar was. Zoals veel vrouwen indertijd, publiceerde ook Carter haar werk anoniem of onder een mannelijk pseudoniem. Haar vrouwelijke identiteit en jonge leeftijd waren echter al snel bekend doordat Edward Cave, eigenaar van Gentleman's Magazine, epigrammen en meer gedichten van haar publiceerde en Carter de erfgename van dichter en satirist Alexander Pope noemde.  
Carter vertaalde onder andere in 1739 Jean Pierre de Crousaz' "Examen de l'Essai de M. Pope sur l'homme". In datzelfde  jaar vertaalde ze ook Francesco Algarotti's "Il newtonianismo per le dame". 
- Bibsys: 1492758309211
- Bibliothèque nationale de France: cb120605660 (data)
- Catàleg d'autoritats de noms i títols de Catalunya: 981058525849306706
- Gemeinsame Normdatei: 117674559
- International Standard Name Identifier: 0000 0000 8148 1985
- Library of Congress Control Number: n50032380
- Nationale Bibliotheek van Tsjechië: mzk2009532738
- Nationale bibliotheek van Australië: 35026258
- Nationale Bibliotheek van Israël: 987007307007505171
- Nederlandse Thesaurus van Auteursnamen: 068565488
- LIBRIS: 320603
- SNAC: w6n309mj
- Système universitaire de documentation: 028856929
- Trove: 799880
- Virtual International Authority File: 68950689
- WorldCat: E39PBJjdfhBKB3g7BWXVpGmTpP